# هيبوليت جاك هيفيرناود
هيبوليت جاك هيفيرناود (1870 – 17 أكتوبر 1914) هو مبارز بالسيف فرنسي راحل، مثّل بلاده في الألعاب الأولمبية الصيفية 1900.

## روابط رياضية
هيبوليت جاك هيفيرناود على موقع أوليمبيديا (الإنجليزية)